# Paulus-Schwestern
Die Paulus-Schwestern (Lateinisch: Congregatio Filiarum Sancti Pauli,  Ordenskürzel FSP) sind eine römisch-katholische Kongregation von Frauen, gegründet am 15. Juni 1915 durch den Seligen Giacomo Alberione in Alba (Norditalien), für die Verkündigung des Evangeliums durch die Massenmedien. 

## Geschichte
Die Paulus-Schwestern sind der erste weibliche Zweig der Paulus-Familie, die ihren Anfang in der Gründung der Gesellschaft vom hl. Apostel Paulus (Brüder und Priester), am 20. August 1914, durch den italienischen Priester Giacomo Alberione, hat. Zur ersten Generaloberin wurde im Jahr 1922 Tecla Teresa Merlo (1894–1964) ernannt. Die kirchliche Approbation erfolgte für die Paulus-Schwestern am 15. März 1953 durch Papst Pius XII. 
Heute sind die ca. 2500 Paulus-Schwestern auf allen Kontinenten in ca. 50 Ländern vertreten. In Deutschland leben 16 Paulus-Schwestern in zwei Niederlassungen: Nürnberg (Hauptsitz) und Düsseldorf.

## Mission
Das Ziel der Kongregation ist die „Verbreitung des Evangeliums durch die Massenmedien“.
Sie leben und lehren nach der paulinischen Theologie.